# Seweryn Błochowicz
Seweryn Błochowicz (ur. 23 października 1912 w Skarżysku-Kamiennej, zm. 2006) – polski artysta fotograf, uhonorowany tytułem Artiste FIAP (AFIAP). Członek Związku Polskich Artystów Fotografików (Okręg Śląski).

## Działalność
Seweryn Błochowicz od 1945 roku mieszkał w Katowicach, pracując (jako fotograf) dla przemysłu hutniczego i dla prasy. Fotografią artystyczną parał się od czasów okupacji. Szczególną rolę w jego twórczości zajmowała fotografia pejzażowa, wykonywana w dawnych, szlachetnych technikach fotograficznych – izohelii i solaryzacji. Do 1953 roku był wykładowcą w Wyższej Szkole Sztuk Plastycznych w Katowicach (współczesnej Akademii Sztuk Pięknych), w ramach Pracowni Fotografii Użytkowej. W 1950 roku został przyjęty w poczet członków Związku Polskich Artystów Fotografików, był jednym ze współzałożycieli Delegatury ZPAF na Śląsku.
Seweryn Błochowicz jest autorem i współautorem wielu wystaw fotograficznych; indywidualnych, zbiorowych, poplenerowych, pokonkursowych. Brał aktywny udział w Międzynarodowych Salonach Fotograficznych, organizowanych pod patronatem FIAP, zdobywając wiele medali, nagród, wyróżnień, dyplomów, listów gratulacyjnych.
Pokłosiem udziału w Międzynarodowych Salonach Fotograficznych (pod patronatem FIAP) było przyznanie mu (w 1958 roku) tytułu honorowego Artiste FIAP (AFIAP) – nadanego przez Międzynarodową Federację Sztuki Fotograficznej FIAP, obecnie z siedzibą w Luksemburgu.